# Морфей
Морфе́й (др.-греч. Μορφεύς — «формирователь», «тот, кто формирует [сновидения]») — бог добрых (пророческих или лживых) снов в греческой мифологии.

## Описание
Его отцом является Гипнос — бог сна и сновидений. По одной из версий, его матерью была Аглая, дочь Зевса и Эвриномы, одна из трёх граций, спутниц Афродиты, имя которой в дословном переводе означает «Ясная». По другой версий — Нюкта, богиня ночи.
Морфей может принимать любую форму и являться людям во сне. Он умеет абсолютно точно подражать голосу и речи человека, которого изображает. Греки почти всегда изображали его в виде стройного юноши с небольшими крылышками на висках, однако на некоторых памятниках искусства он представляется в образе бородатого старца с цветком мака в руке. Морфей обязан следить за снами царей и героев. Главная эмблема Морфея — сдвоенные ворота в мир сновидений: из слоновой кости для лживых снов и роговые ворота для истинных. Из символики и атрибутики бога всегда особо выделяют чёрный цвет (как цвет ночи и забытья) и цветы мака. Морфея зачастую изображали в чёрной одежде с рассеянными по ней серебряными звёздами. В руках он держал кубок с маковым соком, обладающим расслабляющим, обволакивающим снотворным действием. Иногда считается, что Морфей носит на голове корону из цветков мака, что символизирует сновидения. Греки обычно изображали его на вазах, а римляне — на саркофагах.
Овидий, рисуя пещеру Гипноса в Киммерийской земле, среди сонма сыновей этого бога выделяет трёх: Морфея, подражающего людям, и его братьев, Фобетора и Фантаса, подражающих животным и явлениям природы:

Повелитель Сна был отцом тысячи сыновей, целого племени, но из всех их он выделял Морфея, который умел принимать облик любого человеческого существа по своему желанию. Никакой Сон не мог состязаться с ним в артистизме подделываться под облик людей: его голос, его походка, его лицо были в точности подобны оригиналу; кроме того, он точно повторял их одежды и часто выходил в мир.
— «Метаморфозы»

## В культуре
Название наркотического вещества морфина произошло от имени Морфея, по аналогии с его действием. С именем бога сновидений также связано выражение «в объятиях Морфея».